# Можайский укрупнённый сельский район
Можайский укрупнённый сельский район — административно-территориальная единица в составе Московской области РСФСР в 1963—1965 гг.
Район был образован в соответствии с объединённым решением исполнительных комитетов промышленного и сельского областных Советов от 30 декабря 1962 года и утверждён указом Президиума Верховного совета РСФСР от 1 февраля 1963 года, а его состав и административно-территориальное деление определены объединённым решением промышленного и сельского исполкомов области от 27 апреля 1963 года. Можайский укрупнённый сельский район стал одним из 12 укрупнённых сельских районов, образованных в новых границах вместо 34 упразднённых районов Московской области.
В состав района вошли сельские территории 39 сельских советов трёх упразднённых районов — Можайского, Рузского и части Наро-Фоминского. Административным центром стал город Можайск.
Таким образом, в Можайский укрупнённый сельский район были включены:
- Борисовский, Бородинский, Ваулинский, Вёшковский, Глазовский, Губинский, Дровнинский, Замошинский, Клементьевский, Кожуховский, Колоцкий, Кукаринский, Нововасильевский, Новопокровский, Порецкий, Семёновский, Синичинский, Хващёвский, Юрловский и Ямской сельсоветы из Можайского района;
- Барынинский, Волковский, Ивановский, Комлевский, Краснооктябрьский, Никольский, Новогорбовский, Рождественский, Старониколаевский, Старорузский и Сумароковский сельсоветы из Рузского района;
- Афанасьевский, Благовещенский, Вышегородский, Назарьевский, Симбуховский, Федюнькинский, Шустиковский и Шелковский сельсоветы из Наро-Фоминского района.

В 1964 году были ликвидированы Благовещенский, Вёшковский, Вышегородский и Новопокровский сельсоветы. Часть Вёшковского сельсовета, включая населённые пункты Гранки, Дальнее, Кузяево, Озёрное и Ульяново, переданы Синичинскому сельсовету, другая часть, включая селения Аниканово, Барцылово, Вёшки, Лусось, Плешаково, Погорелое, Самынино, Симаково, Сытино, Холмец, Шваново, Швечково и Шейново переданы Дровнинскому сельсовету. Территория Новопокровского сельсовета передана Порецкому сельсовету, территории Благовещенского и Вышегородского сельсоветов вошли в состав Федюнькинского сельсовета, административный центр которого был перенесён в деревню Веселёво, а сельсовет переименован в Веселёвский. В Сумароковский сельсовет перешли селения Апухтино и Никитино Токарёвского сельсовета Волоколамского укрупнённого сельского района.
В конце 1964 года разделение органов управления по производственному принципу было признано нецелесообразным и указом Президиума Верховного совета РСФСР от 21 ноября и исполняющим его решением Мособлисполкома от 11 января 1965 года все укрупнённые сельские районы Московской области были упразднены и восстановлены обычные районы. В прежних границах были восстановлены Можайский и Рузский районы, а оставшаяся часть территории включена в состав Наро-Фоминского района Московской области.